# Erioptera vespertina
Erioptera vespertina là một loài ruồi trong họ Limoniidae. Chúng phân bố ở miền Tân bắc.